# Corymborkis
Genre
Corymborkis est un genre de plantes de la famille des Orchidées.

## Liste d'espèces
Selon Catalogue of Life (21 juillet 2018) :
- Corymborkis corymbis Thouars
- Corymborkis flava (Sw.) Kuntze
- Corymborkis forcipigera (Rchb.f. & Warsz.) L.O.Williams
- Corymborkis galipanensis (Rchb.f.) Foldats
- Corymborkis minima P.J.Cribb
- Corymborkis veratrifolia (Reinw.) Blume

Selon ITIS (21 juillet 2018) :
- Corymborkis flava (Sw.) Kuntze
- Corymborkis forcipigera (Rchb. f. & Warsz.) L.O. Williams

Selon NCBI (21 juillet 2018) :
- Corymborkis corymbis
- Corymborkis veratrifolia

Selon The Plant List (21 juillet 2018) :
- Corymborkis corymbis Thouars
- Corymborkis flava (Sw.) Kuntze
- Corymborkis forcipigera (Rchb.f. & Warsz.) L.O.Williams
- Corymborkis galipanensis (Rchb.f.) Foldats
- Corymborkis minima P.J.Cribb
- Corymborkis veratrifolia (Reinw.) Blume

Selon Tropicos (21 juillet 2018) (Attention liste brute contenant possiblement des synonymes) :
- Corymborkis acuminata M.R. Almeida
- Corymborkis angustifolia (Miq.) Kuntze
- Corymborkis angustissima J.J. Sm.
- Corymborkis assamica Blume
- Corymborkis batjanica (J.J. Sm.) J.J. Sm.
- Corymborkis brevistylis (Hook. f.) Holttum
- Corymborkis confusa Ames
- Corymborkis corymbis Thouars
- Corymborkis corymbosa (Ridl.) Kuntze
- Corymborkis cubensis Acuña
- Corymborkis decumbens (Lindl.) L.O. Williams
- Corymborkis densiflora M.R. Almeida
- Corymborkis flava (Sw.) Kuntze
- Corymborkis forcipigera (Rchb. f. & Warsz.) L.O. Williams
- Corymborkis galipanensis (Rchb. f.) Foldats
- Corymborkis harlingii Szlach. & Kolan.
- Corymborkis intermedia M.R. Almeida
- Corymborkis latifolia M.R. Almeida
- Corymborkis ledermannii (Schltr.) Fukuy.
- Corymborkis longiflora (Hook. f.) Burkill
- Corymborkis minima P.J. Cribb
- Corymborkis parviflora J.J. Sm.
- Corymborkis polystachya (Sw.) Kuntze
- Corymborkis rhytidocarpa (Hook. f.) Holttum
- Corymborkis ruttenii J.J. Sm.
- Corymborkis sakisimensis Fukuy.
- Corymborkis subdensa (Schltr.) Fukuy.
- Corymborkis thouarsii Blume
- Corymborkis tropidiifolia J.J. Sm.
- Corymborkis trukensis (Tuyama) Fukuy.
- Corymborkis veratrifolia (Reinw.) Blume
- Corymborkis versicolor M.R. Almeida
- Corymborkis welwitschii (Rchb. f.) Kuntze